# اختصاصي الإرواء
اختصاصي الإرواء او أخصائيُّ التروية القلبية الوعائية، أو أخصائيُّ التروية السريرية، ويُشار إليه أحيانًا بطبيب المجازة القلبية الرئوية أو عالم التروية السريرية، هو مُمارس رعاية صحية يُشغِّل جهاز المجازة القلبية الرئوية (جهاز القلب والرئة) أثناء جراحة القلب وغيرها من الجراحات التي تتطلب مجازة قلبية رئوية لإدارة الوضع الفسيولوجي للمريض. بصفته عضوًا في فريق الجراحة القلبية الوعائية، يُساعد أخصائيُّ التروية، المعروف أيضًا بأخصائيِّ التروية السريرية، في الحفاظ على تدفق الدم إلى أنسجة الجسم، بالإضافة إلى تنظيم مستويات الأكسجين وثاني أكسيد الكربون في الدم، باستخدام آلة تشغيل القلب والرئة.

## المهام
يُشكِّل اختصاصيو الإرواء جزءًا من فريق جراحة القلب والأوعية الدموية الأوسع، والذي يشمل جرّاحي القلب، وأطباء التخدير، والمقيمين. يتمثل دورهم في إجراء الدورة الدموية خارج الجسم، بالإضافة إلى ضمان إدارة الوظائف الفسيولوجية من خلال مراقبة المتغيرات الضرورية. يُقدِّم اختصاصي الإرواء الاستشارة للطبيب في اختيار المعدات والتقنيات المناسبة التي ستُستخدم.

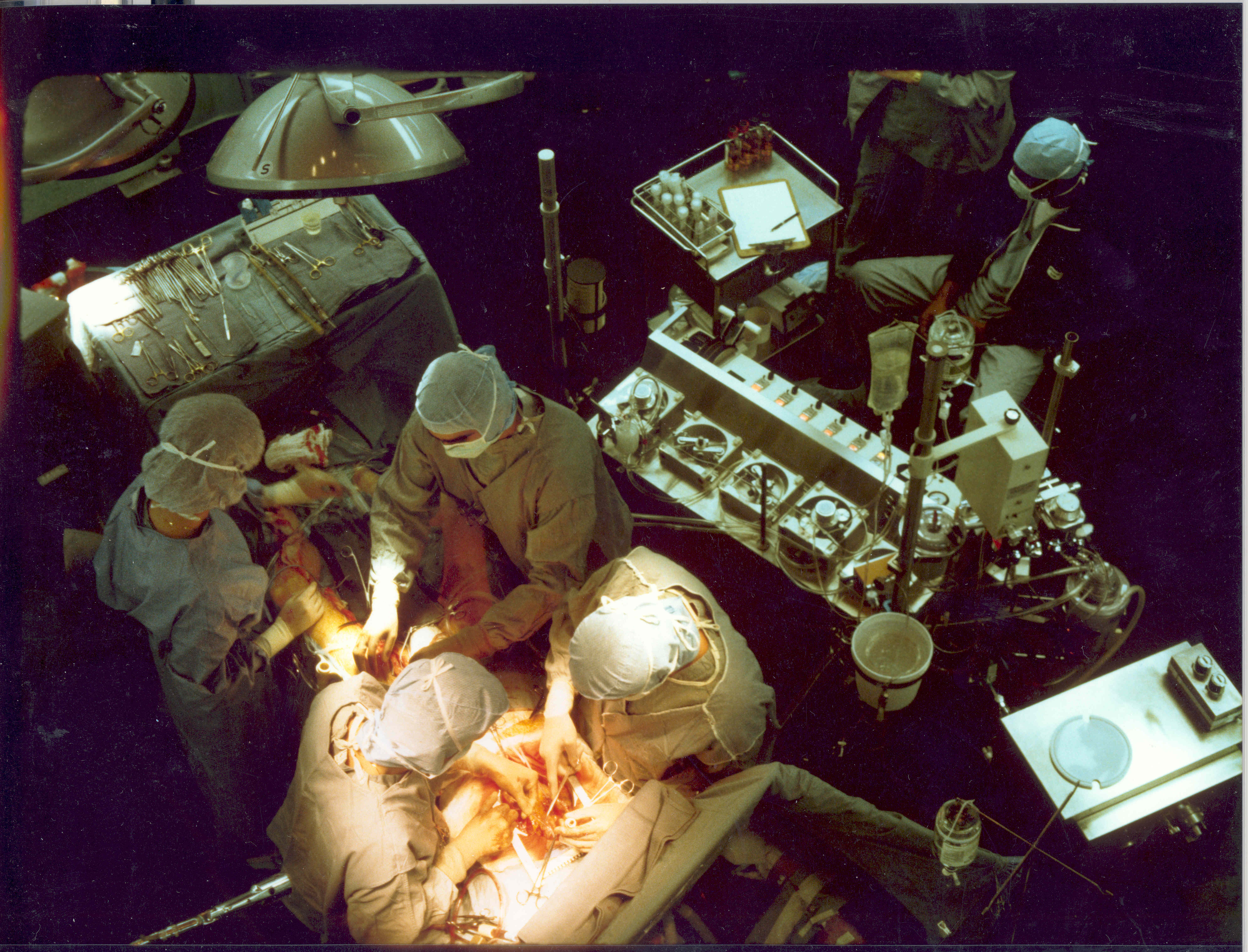
أخصائي تروية أمام جهاز القلب والرئة (أعلى اليمين) في وقت مبكر من جراحة مجازة الشريان التاجي

تشمل المسؤوليات الأخرى إعطاء منتجات الدم، وإعطاء عوامل التخدير أو الأدوية، وقياس قيم معملية مُختارة (مثل تعداد خلايا الدم)، ومراقبة الدورة الدموية، ومراقبة غازات الدم، ومراقبة منع تجلط الدم، وتحفيز انخفاض حرارة الجسم، وتخفيف الدم. في بعض الأحيان، يُمنح اختصاصيي الإرواء مهام إدارية مثل شراء اللوازم أو المعدات، بالإضافة إلى إدارة شؤون الموظفين والأقسام.

### الإجراءات المُتَّبعة
يُمكن أن يشارك اختصاصيو الإرواء في عدد من إجراءات جراحة القلب، وإجراءات الأوعية الدموية المُختارة، وعدد قليل من الإجراءات الجراحية الأخرى في دور ثانوي.
قد يُشارك اختصاصيو التروية في العمليات الجراحية العلاجية أو التلطيفية على مراحل لعلاج الأمراض التالية لدى الأطفال:
- عيوب الحاجز الأذيني
- عيوب الحاجز البطيني
- رباعية/خماسية فالو
- الجذع الشرياني
- انقلاب وضع الأوعية الكبرى
- عمليات زراعة القلب
- عمليات زراعة الرئة
- تضيُّق الأبهر
- انقطاع قوس الأبهر
- نقص تنسُّج القلب الأيسر/الأيمن
- الغشاء تحت الأبهر
- إصلاح/تغيير صمام القلب التاجي
- اضطرابات الصمام الأبهري
- الشريان التاجي الشاذ/الوحيد
- الحلقة الوعائية
- الأكسجة الغشائية خارج الجسم (ECMO)

قد تشمل الإجراءات الجراحية للبالغين ما يلي:
- جراحة فتح مجرى جانبي للشريان التاجي
- استبدال الصمام الأبهري
- إصلاح/تغيير الصمام التاجي
- إصلاح الصمام ثلاثي الشرفات
- استبدال الجذر الأبهري مع استبقاء الصمام الأبهري
- ورم مخاطي قلبي
- تسلخ/تمدد الأوعية الدموية/تمزق الشريان الأورطي (الصاعد والقوس والهابط)
- سرطان الخلايا الكلوية/الوريد الأجوف الانسدادي
- مجازة وريدي- وريدي (على سبيل المثال أثناء زراعة الكبد)
- زراعة القلب/الرئة
- زراعة جهاز المساعدة البطينية والأكسجة الغشائية خارج الجسم.

تشمل الإجراءات الإضافية المُختارة التي قد تُشارك فيها تقنيات التروية و/أو اختصاصيو التروية، التروية الطرفية المعزولة، والعلاج الكيميائي بفرط الحرارة داخل الصفاق، واستئصال/إصلاح القصبة الهوائية.

## التدريب والشهادات

### الولايات المتحدة
في الولايات المتحدة، درجة البكالوريوس لمدة أربع سنوات هي شرط أساسي للقبول في برنامج الإرواء المعتمد، وعادةً ما يكون التركيز على علم الأحياء والكيمياء والتشريح وعلم وظائف الأعضاء، ويختلف ذلك وفقًا لبرنامج الإرواء المحدد. اعتبارًا من عام 2022، هناك 18 برنامجًا تدريبيًا معتمدًا للإرواء، منها عشرة برامج للحصول على درجة الماجستير، وسبعة برامج للحصول على الشهادة المهنية، وبرنامج واحد للحصول على درجة البكالوريوس. يتكون التدريب عادةً من عامين من التعليم الأكاديمي والإكلينيكي. سيبدأ طالب الإرواء عادةً تدريبه بطريقة تعليمية حيث يتبع الطالب عن كثب التعليمات من أخصائي إرواء سريري معتمد في حدود إجراء جراحة القلب. قد تكون الدورات الدراسية الأكاديمية متزامنة أو تسبق هذا التعليم الإكلينيكي. في بداية تدريبهم الإكلينيكي، قد يشارك طالب الإرواء بشكل ضئيل خارج دور الملاحظة. ومع ذلك، مع مرور الوقت، يمكن تفويض المزيد من المهام إليهم تدريجيًا. عند التخرج من برنامج الإرواء، يجب على الخريج البدء في عملية الحصول على الشهادة. في الفترة المؤقتة، يُشار إلى خريج الإرواء عادةً بأنه مؤهل للمجلس، وهو ما يكفي للتوظيف في جراحة القلب مع فهم أن الحصول على وضع معتمد مطلوب للتوظيف على المدى الطويل. معظم أصحاب العمل لديهم شروط بشأن مدة حالة التأهل للمجلس.
للحصول على شهادة كأخصائي إرواء سريري معتمد، يجب أن يخضع أخصائي الإرواء لامتحان من جزأين يديره المجلس الأمريكي للإرواء القلبي الوعائي. الجزء الأول هو امتحان علوم الإرواء الأساسية والجزء الثاني هو التطبيقات السريرية في امتحان الإرواء. عملية الامتحان مفتوحة لطالب الإرواء الذي تخرج أو على وشك التخرج من برنامج تعليم الإرواء المعتمد. بالإضافة إلى ذلك، يجب أن يكون طالب الإرواء قد شارك في 75 عملية إرواء على الأقل خلال فترة تدريبه قبل الجلوس لامتحان علوم الإرواء الأساسية وأجرى 40 عملية إرواء مستقلة بعد التخرج قبل الجلوس لامتحان التطبيقات السريرية في الإرواء. عند اجتياز امتحان التطبيقات السريرية في الإرواء، يُعتبر أخصائي الإرواء أخصائي إرواء سريري معتمد.
بعد الحصول على الشهادة، يجب إعادة اعتماد أخصائيي الإرواء كل عام من خلال تحقيق الحد الأدنى من المتطلبات السريرية والتعليمية. يجب تقديم دليل على استيفاء متطلبات إعادة الاعتماد هذه إلى المجلس الأمريكي للإرواء القلبي الوعائي وهي إلزامية للحفاظ على الوضع المعتمد لاستخدام هذا اللقب.

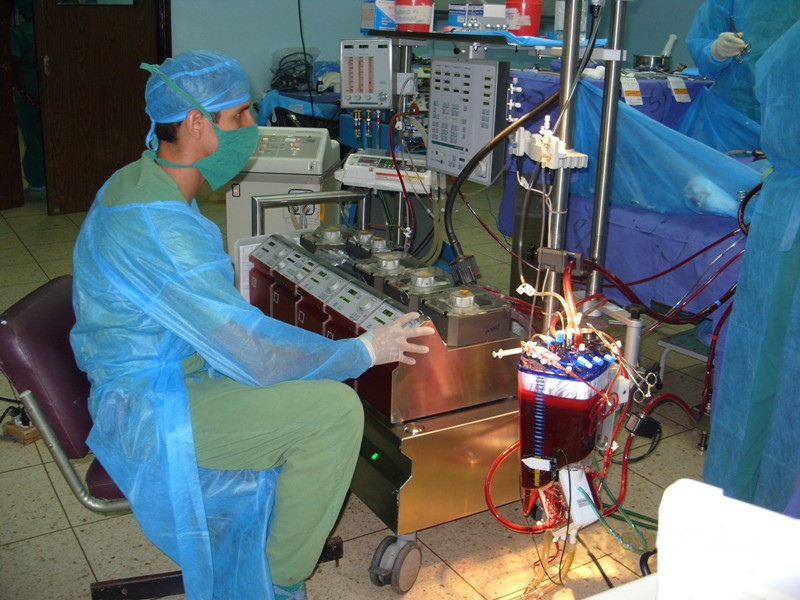
أخصائي تروية يعمل على تشغيل جهاز القلب والرئة

اعتبارًا من فبراير 2010، كان هناك 3766 أخصائي إرواء معتمد في الولايات المتحدة وحوالي 300 أخصائي إرواء معتمد في كندا.

### كندا
في كندا، هناك ثلاثة برامج تدريب: برنابي في غرب كندا، وتورنتو ومونتريال في شرق كندا. يقدم معهد التكنولوجيا البريطاني الكولومبي في بيرنابي شهادة تخصص متقدمة في الإرواء القلبي الوعائي لخريجي برنامجه الذي يستغرق عامين. يجب أن يكون المتقدمون معالجين تنفسيين معتمدين، أو ممرضات رعاية حرجة، أو متخصصين في القلب لديهم خبرة حالية لمدة عامين أو أكثر في الرعاية الحرجة القلبية. يجب أن يكون لدى المتقدمين لبرنامج معهد ميشنر في تورنتو درجة بكالوريوس كحد أدنى، مع أو بدون شهادة علاج تنفسي أو تمريض أو شهادة سريرية أخرى. برنامج الماجستير مدته سنتان. برنامج الإرواء في جامعة مونتريال هو درجة بكالوريوس مدتها ثلاث سنوات تتكون من 90 ساعة معتمدة في العلوم الطبية الحيوية، منها 27 ساعة معتمدة خاصة بالإرواء السريري، بالإضافة إلى دبلوم دراسات عليا متخصصة (DESS) من 30 ساعة معتمدة في الإرواء السريري لمدة عام واحد على مستوى الماجستير.

### المملكة المتحدة وأيرلندا
في المملكة المتحدة وأيرلندا، درجة البكالوريوس في أحد العلوم (عادةً علوم الحياة أو العلوم السريرية) هي شرط أساسي للالتحاق بدورة تدريب الإرواء التي تستغرق عامين. يجب على المتدربين إكمال برنامج ماجستير لمدة عامين في جامعة برستل أثناء عملهم كمتدرب إروائي في مستشفى راعي. تُدفع هذه الوظيفة كمُلحق U لنطاق AfC 7. يُكملون التقييمات الأكاديمية (المقالات والامتحانات)، بينما ينتقلون في مكان العمل من دور قائم على الملاحظة البحتة إلى دور يكونون فيه قادرين على إدارة المريض أثناء وجوده على نظام القلب والرئة بأقل قدر من الإشراف. بمجرد أن يكون المتدرب هو اختصاصي الإرواء الأساسي في 150 إجراءً سريريًا، يجب عليه إجراء اختبار عملي. في هذا الاختبار، يُلاحظ المرشح من قبل اثنين من الممتحنين الخارجيين أثناء قيامه ببناء وتجهيز دائرة القلب والرئة، ثم استخدامها أثناء عملية جراحية. بعد الاختبار العملي، يجب على المتدربين إكمال اختبار شفهي مدته 40 دقيقة، والذي يختبر معرفتهم الأكاديمية. بعد الانتهاء من ذلك بنجاح، يُمنحو درجة الماجستير في علوم الإرواء السريري ووضع اختصاصي إرواء سريري معتمد. يجب عليهم الحفاظ على ذلك من خلال إجراء ما لا يقل عن 40 إجراءً سريريًا سنويًا.

### أستراليا ونيوزيلندا
في بعض الولايات في أستراليا ونيوزيلندا، يجب أن يكون لدى اختصاصي الإرواء درجة علمية على الأقل (عادةً في العلوم الصحية) كشرط أساسي قبل التدريب. يكون التدريب التعليمي الإضافي بتنسيق عملي في المستشفى أثناء القيام بدورة مدتها ثلاث سنوات عن طريق المراسلة والتعلم الإلكتروني، مع الكلية الأسترالية والنيوزيلندية لأخصائيي الإرواء (ANZCP). يُجرى الامتحان النهائي لأخصائي إرواء سريري من قبل ANZCP على مدى يومين. يتضمن ذلك ثلاثة ساعات من التقييم الكتابي، وساعتين من أسئلة الاختيار من متعدد، وأربع ساعات ونصف ساعة من الاختبار الشفهي. يُحدد تدريب الإرواء من قبل المستشفى الذي يعمل فيه اختصاصي الإرواء وقد يشمل برنامج تدريب معتمد من المستشفى والذي تحدده إدارة الصحة على أنه يعادل برنامج شهادة ANZCP.
في أستراليا، يمكن أيضًا توفير الإرواء من قبل طبيب مُدرَّب طبياً خضع لتدريب إضافي في تخصص فرعي.

### الهند
في الهند، توجد برامج مختلفة لتعليم أخصائيي الإرواء. يتوفر برنامج بكالوريوس مدته ثلاث سنوات (الأكثر شيوعًا) مع سنة تدريب، ودبلوم دراسات عليا مدته سنتان. تتوفر درجة البكالوريوس والماجستير في بعض المؤسسات المرموقة (مثل معهد الدراسات العليا للتعليم والبحوث الطبية في شانديغار، ومعهد عموم الهند للعلوم الطبية في نيودلهي، ومعهد جواهرلال للدراسات العليا في التعليم الطبي والبحث العلمي، وكلية غاندي الطبية، بوبال، ومجموعة نارايانا بنغالور، وكلية ساواي مان سينغ الطبية في جيبور، ومعهد شير كشمير للعلوم الطبية، سري نكر). في الآونة الأخيرة، أدخل مجلس الإرواء القلبي الوعائي في الهند شهادة مهنية.

### بلدان أخرى
في الصين ومصر وبعض دول أمريكا الجنوبية، يكون أخصائي الإرواء السريري طبيبًا قد أكمل تدريبًا تخصصيًا فرعيًا. في الأرجنتين، أخصائي الإرواء هو طبيب، عادةً ما يكون طبيب قلب، وقد خضع لتدريب تخصصي فرعي إضافي. غالبًا ما يُشار إليهم باسم "هيموديناميستا" (أخصائيي ديناميكا الدم).
في أوروبا، تُوضع معايير تعليم أخصائيي الإرواء من قبل المنظمة الأوروبية للإرواء، EBCP (المجلس الأوروبي للإرواء القلبي الوعائي) وقد نُفذت في العديد من البلدان الأوروبية. يختلف طول التعليم والتدريب بين سنة واحدة وأربع سنوات، اعتمادًا على متطلبات الالتحاق بالبرنامج. في البلدان الشمالية في أوروبا، الدول الاسكندنافية بما في ذلك السويد والدنمارك والنرويج، يُعلم أخصائيي الإرواء في جامعة آرهوس في المدرسة الاسكندنافية لتكنولوجيا القلب والرئة. يُعلم معظم المرشحين لأخصائيي الإرواء كممرضات رعاية مركزة / ممرضات تخدير ويتضمن التعليم رسالة ماجستير في تكنولوجيا القلب والرئة.

## روابط خارجية
- رابطة التروية الدولية
- بيرفيوجن.كوم
- بوابة التعليم في مجال التروية
- المجلس الأمريكي لتروية القلب والأوعية الدموية